# Rébellion Maritz
 (mars 2016).
Si vous disposez d'ouvrages ou d'articles de référence ou si vous connaissez des sites web de qualité traitant du thème abordé ici, merci de compléter l'article en donnant les références utiles à sa vérifiabilité et en les liant à la section « Notes et références ».
Campagne d'Afrique du Sud-Ouest
La rébellion Maritz, dite aussi révolte Boer ou Five Shilling Rebellion, s'est produite en Afrique du Sud en 1914. Il s'agit d'une rébellion d'anciens Boers au début de la Première Guerre mondiale. 
En 1914, quand la guerre éclate, l'Union d'Afrique du Sud est un dominion britannique. Le gouvernement est constitué d'anciens colons britanniques mais aussi d'anciens Boers. La plupart, dont Louis Botha et Jan Smuts, restent fidèles à l'Empire britannique, mais les généraux de la Rey, Beyers, Kemp et de Wet, ainsi que le lieutenant-colonel Manie Maritz, prennent les armes.

## Contexte
La seconde guerre des Boers s'était achevée douze ans avant le début de la Première Guerre mondiale. Cette guerre avait opposé différents colons installés dans les colonies d'Afrique du Sud, les Boers s'étant dressés contre les Britanniques. Les chefs de file avaient reçu de lourdes amendes et des peines d'emprisonnement. À la fin de la seconde guerre des Boers, il avait été demandé aux anciens soldats Boers de signer un engagement pour respecter les conditions de paix. Certains, comme Deneys Reitz (en), avaient refusé et avaient été exilés.
Au cours de la décennie suivante, ces anciens soldats étaient souvent rentrés chez eux, mais ils n'avaient pas tous signé cet engagement de paix à leur retour. Après la guerre, les Boers qui avaient combattu jusqu'à la fin étaient considérés comme des jusqu'au-boutistes. Au moment de la rébellion, ceux qui n'avaient pas prêté serment et qui voulurent commencer une nouvelle guerre furent également désignés sous le nom de bitter-enders.
Un journaliste allemand, qui avait interrogé l'ex-général Boer JBM Hertzog pour la Tägliche Rundschau, écrivit :

« Hertzog estime que le fruit de trois années de lutte par les Boers, c'est que leur liberté, sous la forme d'une République sud-africaine, chutera dès que l'Angleterre sera impliquée dans une guerre avec une puissance continentale. »

Le déclenchement des hostilités en Europe en août 1914 était depuis longtemps attendu, et le gouvernement de l'Union de l'Afrique du Sud était tout à fait conscient de l'importance de la frontière que l'Afrique du Sud partageait avec la colonie allemande du Sud-Ouest africain. Le premier ministre, Louis Botha, avait informé Londres que l'Afrique du Sud était capable de se défendre et que la garnison impériale pouvait partir pour la France.
Au déclenchement des hostilités, les troupes sud-africaines sont mobilisées le long de cette frontière, sous le commandement du général Henry Loukine et du lieutenant-colonel Manie Maritz, au début du mois de septembre 1914. Peu de temps après, une autre force occupe le port allemand de Lüderitz.

## Rébellion
Le gouvernement sud-africain propose d'envahir les colonies allemandes voisines, provoquant la démission du commandant en chef de l'Union Defence Force, Christiaan Beyers. Il écrit : « Il est triste que la guerre soit menée contre la « barbarie » des Allemands. Nous avons pardonné mais pas oublié toutes les barbaries commises dans notre pays au cours de la guerre d'Afrique du Sud », en référence aux atrocités commises par les Britanniques pendant la seconde guerre des Boers. Un sénateur, le général Koos de la Rey, refuse sur cette question de soutenir le gouvernement au Parlement et se joint à Beyers. Le 15 septembre 1914, ils partent pour Potchefstroom afin de rencontrer le major JCG Kemp, lequel dispose d'un grand arsenal et de 2 000 hommes venant de terminer leur formation, dont beaucoup sont jugés favorables aux idées de la rébellion.
Bien qu'on ne connaisse pas l'objet de la visite, le gouvernement sud-africain estime qu'il s'agit d'une tentative visant à fomenter une rébellion, comme indiqué dans le livre bleu du gouvernement sur la rébellion. Selon le général Beyers, il était question de discuter de plans pour la démission simultanée des principaux officiers de l'armée, en protestation contre l'action du gouvernement, de manière similaire à ce qui s'était passé en Grande-Bretagne deux ans plus tôt au sujet de l'Irlande. Sur le chemin de la réunion, de la Rey est accidentellement abattu par un policier à un barrage routier mis en place pour rechercher le gang Foster (un gang de criminel opérant en Afrique du Sud à l'époque). Lors de ses funérailles, toutefois, de nombreux nationalistes Afrikaners propagent la rumeur selon laquelle il s'agirait d'un assassinat commandité par le gouvernement.
Maritz, qui avait dirigé un commando des forces de l'Union d'Afrique du Sud à la frontière avec la colonie du Sud-Ouest africain, se range du côté allemand. Il proclame un gouvernement provisoire, déclarant : « l'ancienne République sud-africaine et l'État libre d'Orange, ainsi que la province du Cap et le Natal sont déclarés libres de l'emprise britannique et indépendants, et tous les habitants Blancs des-dits endroits, quelle que soit leur nationalité, sont, par la présente déclaration, invités à prendre les armes pour réaliser l'idéal longuement chéri d'une Afrique du Sud libre et indépendante. » Il est annoncé que les généraux Beyers, de Wet, Maritz, Kemp et Bezuidenhout seront les dirigeants de ce gouvernement provisoire. Les troupes de Maritz occupent Keimoes, près d'Upington. Quelques citoyens importants se joignent à lui, et, à la fin de la semaine, il dispose d'une troupe de 3 000 hommes. Beyers rassemble aussi une troupe au Magaliesberg. Au total, 12 000 rebelles rallient la cause de Maritz. L'ironie était que le général Louis Botha disposait de 32 000 hommes pour lutter contre les rebelles et que 20 000 de ceux-ci étaient des Afrikaners[réf. nécessaire].
Le gouvernement déclare la loi martiale le 12 octobre 1914, et les forces loyales au gouvernement, sous le commandement de Louis Botha et de Jan Smuts, entreprennent de s'attaquer à la rébellion. Le général Maritz est défait le 24 octobre et trouve refuge chez les Allemands. Le commando de Beyers est attaqué et dispersé le 28 octobre, après quoi Beyers joint ses forces à celles de Kemp, mais il se noie dans la rivière Vaal le 8 décembre. Le général de Wet est capturé au Bechuanaland ; le général Kemps, qui avait conduit ses troupes au travers du désert du Kalahari, et qui avait perdu 300 de ses 800 hommes et la plupart de ses chevaux au cours de ce voyage de 1 100 kilomètres, rejoint Maritz au Sud-Ouest africain (l'actuelle Namibie) ; il revient se rendre au bout d'une semaine, le 4 février 1915.

## Conséquences
Après que la rébellion de Maritz est matée, l'armée d'Afrique du Sud continue ses opérations dans le Sud-Ouest africain et la conquiert en juillet 1915.
Comparé au sort des meneurs de l'insurrection de Pâques en Irlande en 1916, les chefs rebelles Boers sont traités de façon plus légère en termes d'emprisonnement, entre six et sept ans, et condamnés à de lourdes amendes.
Ils sont relâchés deux ans plus tard, Louis Botha reconnaissant l'utilité de la réconciliation.
La seule exception notable est le cas de Jopie Fourie, un officier de l'Union Defence Force, qui avait refusé de démissionner de son commandement avant de rejoindre la rébellion et est exécuté.